# Grasshopper Club Zürich 2015-2016
Questa voce raccoglie le informazioni riguardanti il Grasshopper Club Zürich nelle competizioni ufficiali della stagione 2015-2016.

## Stagione
Nella stagione 2015-2016 il Grasshoppers, allenato da Pierluigi Tami, concluse il campionato di Super League al 4º posto. In Coppa Svizzera il Grasshoppers fu eliminato al secondo turno dal Köniz.

## Rosa
| N. |                                 | Ruolo | Calciatore        |
| -- | ------------------------------- | ----- | ----------------- |
| 1  | Serbia (bandiera)               | P     | Vaso Vasić        |
| 3  | Serbia (bandiera)               | D     | Nemanja Antonov   |
| 4  | Svezia (bandiera)               | C     | Kim Källström     |
| 5  | Francia (bandiera)              | D     | Alexandre Barthe  |
| 6  | Kosovo (bandiera)               | D     | Alban Pnishi      |
| 8  | Croazia (bandiera)              | C     | Marko Bašić       |
| 9  | Israele (bandiera)              | A     | Moanes Dabour     |
| 11 | Kosovo (bandiera)               | C     | Mërgim Brahimi    |
| 14 | Svizzera (bandiera)             | D     | Philippe Senderos |
| 15 | Bosnia ed Erzegovina (bandiera) | C     | Semir Musić       |
| 16 | Svizzera (bandiera)             | C     | Manuel Kubli      |
| 17 | Bulgaria (bandiera)             | C     | Georgi Milanov    |
| 18 | Svizzera (bandiera)             | P     | Joël Mall         |
| 19 | Svizzera (bandiera)             | A     | Haris Tabaković   |

| N. |                               | Ruolo | Calciatore         |
| -- | ----------------------------- | ----- | ------------------ |
| 20 | Svizzera (bandiera)           | C     | Valon Fazliu       |
| 21 | Brasile (bandiera)            | C     | Caio               |
| 23 | Perù (bandiera)               | D     | Jean-Pierre Rhyner |
| 24 | Svizzera (bandiera)           | D     | Jan Bamert         |
| 25 | Iraq (bandiera)               | A     | Sherko Karim       |
| 26 | Albania (bandiera)            | A     | Florian Kamberi    |
| 27 | Svizzera (bandiera)           | P     | Mateo Matic        |
| 28 | Svizzera (bandiera)           | C     | Roberto Alves      |
| 30 | Svizzera (bandiera)           | A     | Shani Tarashaj     |
| 31 | Turchia (bandiera)            | C     | Harun Alpsoy       |
| 32 | Svizzera (bandiera)           | D     | Noah Loosli        |
| 33 | Svizzera (bandiera)           | D     | Benjamin Lüthi     |
| 34 | Austria (bandiera)            | D     | Moritz Bauer       |
| 35 | Macedonia del Nord (bandiera) | C     | Nikola Gjorgjev    |

## Organigramma societario
Area tecnica
- Allenatore: Pierluigi Tami
- Allenatore in seconda: Zoltan Kadar
- Preparatore dei portieri: Christoph Born
- Preparatori atletici: Nicolas Dyon

## Calciomercato

### Sessione estiva
| Acquisti | Acquisti           | Acquisti        | Acquisti |
| R.       | Nome               | da              | Modalità |
| -------- | ------------------ | --------------- | -------- |
| C        | Mërgim Brahimi     | Wohlen          |          |
| C        | Harun Alpsoy       | Grasshoppers II |          |
| C        | Roberto Alves      | Grasshoppers II |          |
| D        | Nemanja Antonov    | OFK Belgrado    |          |
| D        | Alexandre Barthe   | Ludogorec       |          |
| C        | Marko Bašić        | Lugano          |          |
| C        | Kim Källström      | Spartak Mosca   |          |
| A        | Florian Kamberi    | Grasshoppers II |          |
| P        | Joël Mall          | Aarau           |          |
| C        | Semir Musić        | Travnik         |          |
| D        | Alban Pnishi       | Wohlen          |          |
| D        | Jean-Pierre Rhyner | Grasshoppers II |          |

| Cessioni | Cessioni           | Cessioni          | Cessioni |
| R.       | Nome               | a                 | Modalità |
| -------- | ------------------ | ----------------- | -------- |
| C        | Jordan Brown       | Wohlen            |          |
| D        | Gianluca Hossmann  | Duisburg II       |          |
| D        | Daniel Pavlović    | Frosinone         |          |
| C        | Amir Abrashi       | Friburgo          |          |
| A        | Nassim Ben Khalifa | Eskişehirspor     |          |
| P        | Daniel Davari      | Arminia Bielefeld |          |
| D        | Michael Dingsdag   | NAC Breda         |          |
| C        | Matteo Fedele      | Sion              |          |
| C        | Ulisses Garcia     | Werder Brema      |          |
| D        | Michael Lang       | Basilea           |          |
| C        | Alexander Merkel   | Udinese           |          |
| D        | Gregory Wüthrich   | Young Boys        |          |

### Sessione invernale
| Acquisti | Acquisti          | Acquisti    | Acquisti |
| R.       | Nome              | da          | Modalità |
| -------- | ----------------- | ----------- | -------- |
| C        | Georgi Milanov    | CSKA Mosca  |          |
| D        | Philippe Senderos | Aston Villa |          |
| A        | Haris Tabaković   | Young Boys  |          |

| Cessioni | Cessioni     | Cessioni   | Cessioni |
| R.       | Nome         | a          | Modalità |
| -------- | ------------ | ---------- | -------- |
| D        | Levent Gülen | Vaduz      |          |
| P        | Seny Dieng   | Duisburg   |          |
| C        | Yoric Ravet  | Young Boys |          |

## Risultati

### Super League

#### Prima fase, girone di andata
| Arbitro: | Amhof |

|                                       |           |                                                           |
| Buess 15’ Munsy 76’ Barthe 87’ (aut.) | Marcatori | 2’ Caio 8’ Ravet 30’ Bašić 39’ (rig.) Dabour 45’ Tarashaj |

| Arbitro: | Bieri |

|                     |           |                              |
| Dabour 30’ Caio 32’ | Marcatori | 21’ Gashi 38’ Janko 68’ Lang |

| Arbitro: | Jaccottet |

|                       |           |                              |
| Simonjan 33’ Buff 60’ | Marcatori | 8’, 42’ Tarashaj 90’ Kamberi |

| Arbitro: | Bieri |

|                                                                 |           |                    |
| Ravet 1’ Caio 41’ Tarashaj 45’, 67’ Dabour 48’ (rig.) Bašić 90’ | Marcatori | 58’ (rig.) Bottani |

| Arbitro: | Schnyder |

|                                         |           |                                   |
| Costanzo 24’ Messaoud 77’ Burgmeier 81’ | Marcatori | 22’ Dabour 37’ Ravet 79’ Gjorgjev |

| Arbitro: | Erlachner |

|  |           |                    |
|  | Marcatori | 2’ Caio 49’ Dabour |

| Arbitro: | Amhof |

|                                 |           |                      |
| Ravet 15’ Tarashaj 40’ Caio 59’ | Marcatori | 68’ Vilotić 80’ Kubo |

| Arbitro: | San |

|                                       |           |                                 |
| Lezcano 11’, 77’ (rig.) Schneuwly 16’ | Marcatori | 23’ Ravet 26’ Pnishi 87’ Dabour |

| Arbitro: | Bieri |

|                    |           |  |
| Caio 34’ Ravet 74’ | Marcatori |  |

#### Prima fase, girone di ritorno
| Arbitro: | Amhof |

|              |           |            |
| Tarashaj 53’ | Marcatori | 73’ Mutsch |

| Arbitro: | Jaccottet |

|                                       |           |            |
| Bertone 21’ Sulejmani 37’ Steffen 90’ | Marcatori | 50’ Dabour |

| Arbitro: | Schörgenhofer |

|           |           |  |
| Dabour 5’ | Marcatori |  |

| Arbitro: | San |

|                                            |           |                     |
| Assifuah 39’ Ziegler 64’ (rig.) Karlen 89’ | Marcatori | 22’ Caio 25’ Dabour |

| Arbitro: | Jaccottet |

|             |           |                         |
| Brahimi 64’ | Marcatori | 66’ Munsy 79’ Schirinzi |

| Arbitro: | Amhof |

|                      |           |                                       |
| Callà 62’ Embolo 74’ | Marcatori | 19’ Ravet 25’ (aut.) Suchý 80’ Dabour |

| Arbitro: | Pache |

|                      |           |  |
| Caio 86’ Kamberi 90’ | Marcatori |  |

| Arbitro: | Schärer |

|                                                          |           |  |
| Dabour 15’ Ravet 58’ Tarashaj 64’ Caio 71’ Källström 90’ | Marcatori |  |

| Arbitro: | Erlachner |

|                                                       |           |                  |
| Čulina 31’ (rig.) Črnigoj 62’ Tosetti 74’ Šušnjar 90’ | Marcatori | 17’ (aut.) Russo |

#### Seconda fase, girone di andata
| Arbitro: | Jaccottet |

|            |           |             |
| Hoarau 27’ | Marcatori | 31’ Kamberi |

| Arbitro: | Bieri |

|  |           |                                   |
|  | Marcatori | 12’, 54’ Lang 20’ Suchý 90’ Zuffi |

| Arbitro: | Klossner |

|                              |           |  |
| Dabour 53’ Tarashaj 62’, 79’ | Marcatori |  |

| Arbitro: | Jaccottet |

|            |           |                   |
| Sadiku 52’ | Marcatori | 25’ (rig.) Dabour |

| Arbitro: | Bieri |

|                         |           |  |
| Bunjaku 14’ Aleksić 41’ | Marcatori |  |

| Arbitro: | Klossner |

|                                        |           |                     |
| Dabour 12’ Bašić 30’, 90’ Tarashaj 53’ | Marcatori | 8’ Keržakov 58’ Bua |

| Arbitro: | San |

|  |           |            |
|  | Marcatori | 75’ Čulina |

| Arbitro: | Pache |

|                           |           |            |
| Munsy 48’ (rig.) Rapp 90’ | Marcatori | 57’ Dabour |

| Arbitro: | Bieri |

|          |           |             |
| Caio 74’ | Marcatori | 60’ Neumayr |

#### Seconda fase, girone di ritorno
| Arbitro: | San |

|                    |           |            |
| Bia 27’ Sierro 57’ | Marcatori | 54’ Dabour |

| Arbitro: | Klossner |

|                  |           |          |
| Grgić 38’ (rig.) | Marcatori | 71’ Caio |

| Arbitro: | Bieri |

|                         |           |  |
| Tabaković 9’ Dabour 85’ | Marcatori |  |

| Arbitro: | Jaccottet |

|            |           |                       |
| Dabour 54’ | Marcatori | 42’ Ravet 44’ Bertone |

| Arbitro: | Amhof |

|  |           |          |
|  | Marcatori | 79’ Caio |

| Arbitro: | Bieri |

|                                           |           |  |
| Jantscher 17’ (rig.), 80’ (rig.) Frey 37’ | Marcatori |  |

| Arbitro: | Amhof |

|                   |           |                            |
| Dabour 20’ (rig.) | Marcatori | 15’ Costanzo 23’ Muntwiler |

| Zurigo 22 maggio 2016, ore 16:00 CEST 35ª giornata | Grasshoppers | 0 – 0 referto | Thun | Stadio Letzigrund (5 000 spett.)\| Arbitro: \| Pache \| |
| Arbitro:                                           | Pache        |               |      |                                                         |

| Arbitro: | Klossner |

|  |           |                   |
|  | Marcatori | 42’ (aut.) Traoré |

### Coppa Svizzera
| Cham 16 agosto 2015, ore 14:00 CEST Primo turno                                       | Cham      | 1 – 4 referto                          | Grasshoppers | Stadio Eizmoos |
| \| \| \| \| \| Dätwyler 15’ \| Marcatori \| 81’ Bašić 82’ Tarashaj 90’, 90’ Dabour \| |           |                                        |              |                |
|                                                                                       |           |                                        |              |                |
| Dätwyler 15’                                                                          | Marcatori | 81’ Bašić 82’ Tarashaj 90’, 90’ Dabour |              |                |

| Köniz 18 settembre 2015, ore 19:00 CEST Secondo turno                              | Köniz     | 3 – 1 referto    | Grasshoppers | Sportplatz Liebefeld-Hessgut (2 300 spett.) |
| \| \| \| \| \| Osmani 5’ (rig.), 87’ Gigic 26’ \| Marcatori \| 6’ (rig.) Dabour \| |           |                  |              |                                             |
|                                                                                    |           |                  |              |                                             |
| Osmani 5’ (rig.), 87’ Gigic 26’                                                    | Marcatori | 6’ (rig.) Dabour |              |                                             |

## Statistiche

### Statistiche di squadra
| Competizione   | Punti | In casa | In casa | In casa | In casa | In casa | In casa | In trasferta | In trasferta | In trasferta | In trasferta | In trasferta | In trasferta | Totale | Totale | Totale | Totale | Totale | Totale | DR  |
| Competizione   | Punti | G       | V       | N       | P       | Gf      | Gs      | G            | V            | N            | P            | Gf           | Gs           | G      | V      | N      | P      | Gf     | Gs     | DR  |
| -------------- | ----- | ------- | ------- | ------- | ------- | ------- | ------- | ------------ | ------------ | ------------ | ------------ | ------------ | ------------ | ------ | ------ | ------ | ------ | ------ | ------ | --- |
| Super League   | 53    | 18      | 9       | 3       | 6       | 35      | 21      | 18           | 6            | 5            | 7            | 30           | 35           | 36     | 15     | 8      | 13     | 65     | 56     | +9  |
| Coppa Svizzera | -     | 0       | 0       | 0       | 0       | 0       | 0       | 2            | 1            | 0            | 1            | 5            | 4            | 2      | 1      | 0      | 1      | 5      | 4      | +1  |
| Totale         | 53    | 18      | 9       | 3       | 6       | 35      | 21      | 20           | 7            | 5            | 8            | 35           | 39           | 38     | 16     | 8      | 14     | 70     | 60     | +10 |

### Andamento in campionato
| Giornata  | 1 | 2 | 3 | 4 | 5 | 6 | 7 | 8 | 9 | 10 | 11 | 12 | 13 | 14 | 15 | 16 | 17 | 18 | 19 | 20 | 21 | 22 | 23 | 24 | 25 | 26 | 27 | 28 | 29 | 30 | 31 | 32 | 33 | 34 | 35 | 36 |
| --------- | - | - | - | - | - | - | - | - | - | -- | -- | -- | -- | -- | -- | -- | -- | -- | -- | -- | -- | -- | -- | -- | -- | -- | -- | -- | -- | -- | -- | -- | -- | -- | -- | -- |
| Luogo     | T | C | T | C | T | T | C | T | C | C  | T  | C  | T  | C  | T  | C  | C  | T  | T  | C  | C  | T  | T  | C  | C  | T  | C  | T  | T  | C  | C  | T  | T  | C  | C  | T  |
| Risultato | V | P | V | V | N | V | V | N | V | N  | P  | V  | P  | P  | V  | V  | V  | P  | N  | P  | V  | N  | P  | V  | P  | P  | N  | P  | N  | V  | P  | V  | P  | P  | N  | V  |
| Posizione | 1 | 3 | 2 | 2 | 2 | 2 | 2 | 2 | 2 | 2  | 2  | 2  | 2  | 2  | 2  | 2  | 2  | 2  | 2  | 2  | 2  | 2  | 3  | 3  | 3  | 3  | 3  | 3  | 3  | 3  | 3  | 3  | 3  | 4  | 4  | 4  |

Legenda:

Luogo: C = Casa; T = Trasferta. Risultato: V = Vittoria; N = Pareggio; P = Sconfitta.

### Statistiche dei giocatori
| Giocatore    | Super League | Super League | Super League | Super League | Coppa Svizzera | Coppa Svizzera | Coppa Svizzera | Coppa Svizzera | Totale   | Totale | Totale      | Totale     |
| Giocatore    | Presenze     | Reti         | Ammonizioni  | Espulsioni   | Presenze       | Reti           | Ammonizioni    | Espulsioni     | Presenze | Reti   | Ammonizioni | Espulsioni |
| ------------ | ------------ | ------------ | ------------ | ------------ | -------------- | -------------- | -------------- | -------------- | -------- | ------ | ----------- | ---------- |
| H. Alpsoy    | 13           | 0            | 2            | 0            | 0              | 0              | 0              | 0              | 13       | 0      | 2           | 0          |
| R. Alves     | 0            | 0            | 0            | 0            | 0              | 0              | 0              | 0              | 0        | 0      | 0           | 0          |
| N. Antonov   | 21           | 0            | 3            | 0            | 2              | 0              | 1              | 0              | 23       | 0      | 4           | 0          |
| J. Bamert    | 16           | 0            | 5            | 0            | 0              | 0              | 0              | 0              | 16       | 0      | 5           | 0          |
| A. Barthe    | 11           | 0            | 5            | 0            | 0              | 0              | 0              | 0              | 11       | 0      | 5           | 0          |
| M. Bauer     | 33           | 0            | 5            | 0            | 2              | 0              | 0              | 0              | 35       | 0      | 5           | 0          |
| M. Bašić     | 29           | 4            | 4            | 1            | 2              | 1              | 1              | 0              | 31       | 5      | 5           | 1          |
| M. Brahimi   | 22           | 1            | 3            | 0            | 1              | 0              | 0              | 0              | 23       | 1      | 3           | 0          |
| C. Caio      | 35           | 12           | 3            | 0            | 1              | 0              | 0              | 0              | 36       | 12     | 3           | 0          |
| M. Dabour    | 35           | 19           | 8            | 0            | 2              | 3              | 1              | 0              | 37       | 22     | 9           | 0          |
| S. Dieng     | 0            | 0            | 0            | 0            | 0              | 0              | 0              | 0              | 0        | 0      | 0           | 0          |
| V. Fazliu    | 0            | 0            | 0            | 0            | 0              | 0              | 0              | 0              | 0        | 0      | 0           | 0          |
| N. Gjorgjev  | 12           | 1            | 1            | 0            | 1              | 0              | 1              | 0              | 13       | 1      | 2           | 0          |
| L. Gülen     | 14           | 0            | 5            | 0            | 2              | 0              | 2              | 0              | 16       | 0      | 7           | 0          |
| F. Kamberi   | 28           | 3            | 4            | 0            | 2              | 0              | 0              | 0              | 30       | 3      | 4           | 0          |
| S. Karim     | 11           | 0            | 1            | 0            | 1              | 0              | 0              | 0              | 12       | 0      | 1           | 0          |
| M. Kubli     | 1            | 0            | 0            | 0            | 0              | 0              | 0              | 0              | 1        | 0      | 0           | 0          |
| K. Källström | 33           | 1            | 11           | 0            | 2              | 0              | 1              | 0              | 35       | 1      | 12          | 0          |
| N. Loosli    | 1            | 0            | 1            | 0            | 0              | 0              | 0              | 0              | 1        | 0      | 1           | 0          |
| B. Lüthi     | 26           | 0            | 5            | 1            | 2              | 0              | 0              | 0              | 28       | 0      | 5           | 1          |
| J. Mall      | 19           | 0            | 0            | 0            | 1              | 0              | 0              | 0              | 20       | 0      | 0           | 0          |
| M. Matic     | 0            | 0            | 0            | 0            | 0              | 0              | 0              | 0              | 0        | 0      | 0           | 0          |
| G. Milanov   | 11           | 0            | 0            | 0            | 0              | 0              | 0              | 0              | 11       | 0      | 0           | 0          |
| S. Musić     | 0            | 0            | 0            | 0            | 0              | 0              | 0              | 0              | 0        | 0      | 0           | 0          |
| A. Pnishi    | 26           | 1            | 4            | 1            | 1              | 0              | 1              | 0              | 27       | 1      | 5           | 1          |
| Y. Ravet     | 18           | 8            | 1            | 0            | 2              | 0              | 0              | 0              | 20       | 8      | 1           | 0          |
| J. Rhyner    | 0            | 0            | 0            | 0            | 1              | 0              | 0              | 0              | 1        | 0      | 0           | 0          |
| P. Senderos  | 14           | 0            | 6            | 0            | 0              | 0              | 0              | 0              | 14       | 0      | 6           | 0          |
| H. Tabaković | 15           | 1            | 0            | 0            | 0              | 0              | 0              | 0              | 15       | 1      | 0           | 0          |
| S. Tarashaj  | 33           | 11           | 4            | 0            | 2              | 1              | 0              | 0              | 35       | 12     | 4           | 0          |
| V. Vasić     | 18           | 0            | 1            | 0            | 1              | 0              | 0              | 0              | 19       | 0      | 1           | 0          |